# Železniční trať Kolín – Havlíčkův Brod
Železniční trať Kolín – Havlíčkův Brod (v jízdním řádu pro cestující označená číslem 230) je dvojkolejná železniční trať o délce 75,3 km, jeden z úseků celostátní dráhy, spojující středočeský Kolín a Havlíčkův Brod na Vysočině.
Správcem infrastruktury tratě je Správa železnic. Osobní dopravu v závazku veřejné služby zajišťují České dráhy.

## Historie
Trať byla postavena společností Rakouská severozápadní dráha a zprovozněna ve dvou etapách v letech 1869 a 1870. Po záboru Sudet byla urychleně zdvojkolejněna beze změny směrového vedení. V roce 1965 došlo k elektrizaci tratě z Kolína do Kutné Hory a dále do Havlíčkova Brodu. Ve stanici Kutná Hora hl. n. vznikl styk trakčních soustav stejnosměrné 3 000 V a střídavé 25 kV / 50 Hz. Právě kvůli tomuto styku musely být lokomotivy (obvykle to byly stroje řad 141 a 230) v žst. Kutná Hora hl. n. přepřahány pomocí lokomotivy nezávislé trakce. Teprve roku 1974 vyjely ze Škody Plzeň lokomotivy řady 350, následovaly další vícesystémové lokomotivy. Dnes (2021) jsou v Kutné Hoře přepřahány pouze některé nákladní vlaky.

## Modernizace
Úseků, na kterých bylo možno dosáhnout rychlosti přes 100 km/h, bylo minimum, proto začala trať být rekonstruována. Jako první úsek byl modernizován v roce 2015 úsek mezi Golčovým Jeníkovem a Vlkančí, kde trať prochází několika velmi ostrými oblouky, ale beze změny směrového vedení. V roce 2017 byl rekonstruován úsek Golčův Jeníkov – Čáslav, proběhlo zde zvyšování rychlosti až na 130 km/h pro klasické soupravy a na 140 km/h pro soupravy naklápěcí. V přípravě je úsek mezi Čáslaví a Kutnou Horou, i zde je v plánu zvýšení rychlosti, čemuž pomůže i přeložka kolem osady Lochy a navíc dojde ke kompletní rekonstrukci stanice Čáslav (nástupiště s vysokou hranou, podchod).

### Přehled úseků[1]
| Úsek                                                   | Zahájení výstavby | Uvedení do provozu |
| ------------------------------------------------------ | ----------------- | ------------------ |
| Kolín (mimo) – Kutná Hora (mimo), vč. Hlízovské spojky | plánováno 2025    | plánováno 2027     |
| žst. Kutná Hora hl. n.                                 | plánováno 2026    | plánováno 2027     |
| Kutná Hora (mimo) – Čáslav (mimo)                      | plánováno 2027    | plánováno 2030     |
| žst. Čáslav                                            | plánováno 2027    | plánováno 2029     |
| Čáslav (mimo) – Golčův Jeníkov (mimo)                  | 2016              | 2017               |
| žst. Golčův Jeníkov                                    | bude oznámeno     | bude oznámeno      |
| Golčův Jeníkov (mimo) – Vlkaneč (mimo)                 | 2015              | 2016               |
| žst. Vlakeč                                            | bude oznámeno     | bude oznámeno      |
| Vlkaneč (mimo) – Leština u Světlé (mimo)               | bude oznámeno     | bude oznámeno      |
| Leština u Světlé (mimo) – Světlá nad Sázavou (mimo)    | plánováno 2026    | plánováno 2027     |
| žst. Světlá nad Sázavou                                | bude oznámeno     | bude oznámeno      |
| Světlá nad Sázavou (mimo) – Okrouhlice (včetně)        | plánováno 2028    | plánováno 2030     |
| Okrouhlice (mimo) – Havlíčkův Brod (mimo)              | 2017              | 2018               |
| uzel Havlíčkův Brod                                    | plánováno 2031    | plánováno 2035     |

## Doprava
Osobní vlaky pohybující se na této trati jsou taženy vícesystémovými lokomotivami řad 362 z DKV Brno. Některé nákladní vlaky jsou v úseku z Kolína do Kutné Hory taženy stejnosměrnými stroji a dále střídavými lokomotivami řady 230.
Do počátku 21. století jezdily na trati mezistátní vlaky EuroCity. Od té doby zde dálkovou dopravu zajišťují rychlíky Praha – Havlíčkův Brod – Brno. Poslední mezinárodní vlaky tu jezdily v roce 2007, jen při mimořádné situaci na koridoru zde občas projel odkloněný mezistátní vlak railjet či EuroCity a nebo i RegioJet. Dnes (2023) tu jezdí rychlíky linky R9 z Prahy hl. n. do Brna hl. n. a osobní vlaky Kolín – Čáslav – Havlíčkův Brod (- Žďár nad Sázavou/Jihlava).
Od dubna 2021 tudy jezdí všechny vlaky Praha-Brno z důvodu modernizace trati Brno-Maloměřice - Adamov - Blansko a ulevení koridoru Kolín-Česká Třebová, na kterém rovněž probíhají stavební práce (Ústí nad Orlicí - Choceň a uzel Pardubice). Vlaky tím vzdálenost Praha-Brno urazí za minimálně tři hodiny. Vedení mezistátních vlaků touto náhradní trasou bylo ukončeno 30. června 2023, kdy se na původní trasu 1. železničního koridoru přes Pardubice hlavní nádraží.

### Budoucnost
Na jaře 2023 byly do Havlíčkova Brodu dodány 2 jednotky RegioPanter řady 650.2. Během léta dojde k dodání dalších 4 a celá tato šestice poté zajistí přepravu cestujících na lince S20 Kolín - Havlíčkův Brod.
Na přelomu let 2022 a 2023 proběhla soutěž na provozovatele linky R9. Ta byla sice vypsána jíž na podzim roku 2021, ale kvůli posunutí termínu podání nabídky, se neustále prodlužovala, až byla na podzim 2022 zrušena úplně kvůli technické závadě - nabídky nešlo otevřít. Obratem byla vypsaná znovu a opět se do ní přihlásily České dráhy a RegioJet, který nakonec uspěl.
Změna dopravce proběhne v prosinci 2026. Dle požadavků Ministerstva dopravy má RegioJet vyjet s novými soupravami (vůbec poprvé na rychlíkové lince v Česku) a jejich maximální rychlost musí být 200 km/h kvůli možnému provozu na VRT Polabí. S novou smlouvou dojde také ke změně dopravního konceptu na trati. Nově bude rychlík mezi Prahou a Havlíčkovým Brodem jezdit každou hodinu a odtud bude střídavě jednou za dvě hodiny pokračovat buď do Jihlavy nebo Brna.

## Navazující tratě

### Kolín
- Železniční trať Praha – Česká Třebová
- Železniční trať Kolín–Ledečko
- Železniční trať Praha – Lysá nad Labem – Kolín

### Kutná Hora hlavní nádraží
- Železniční trať Kutná Hora – Zruč nad Sázavou
- Železniční vlečka ČKD Kutná Hora

### Čáslav
- zrušená železniční trať Čáslav–Močovice
- Železniční trať Čáslav–Třemošnice

### Světlá nad Sázavou
- Železniční trať Čerčany – Světlá nad Sázavou

### Havlíčkův Brod
- Železniční trať Havlíčkův Brod – Veselí nad Lužnicí
- Železniční trať Havlíčkův Brod – Humpolec
- Železniční trať Pardubice – Havlíčkův Brod
- Železniční trať Brno – Havlíčkův Brod

## Stanice a zastávky

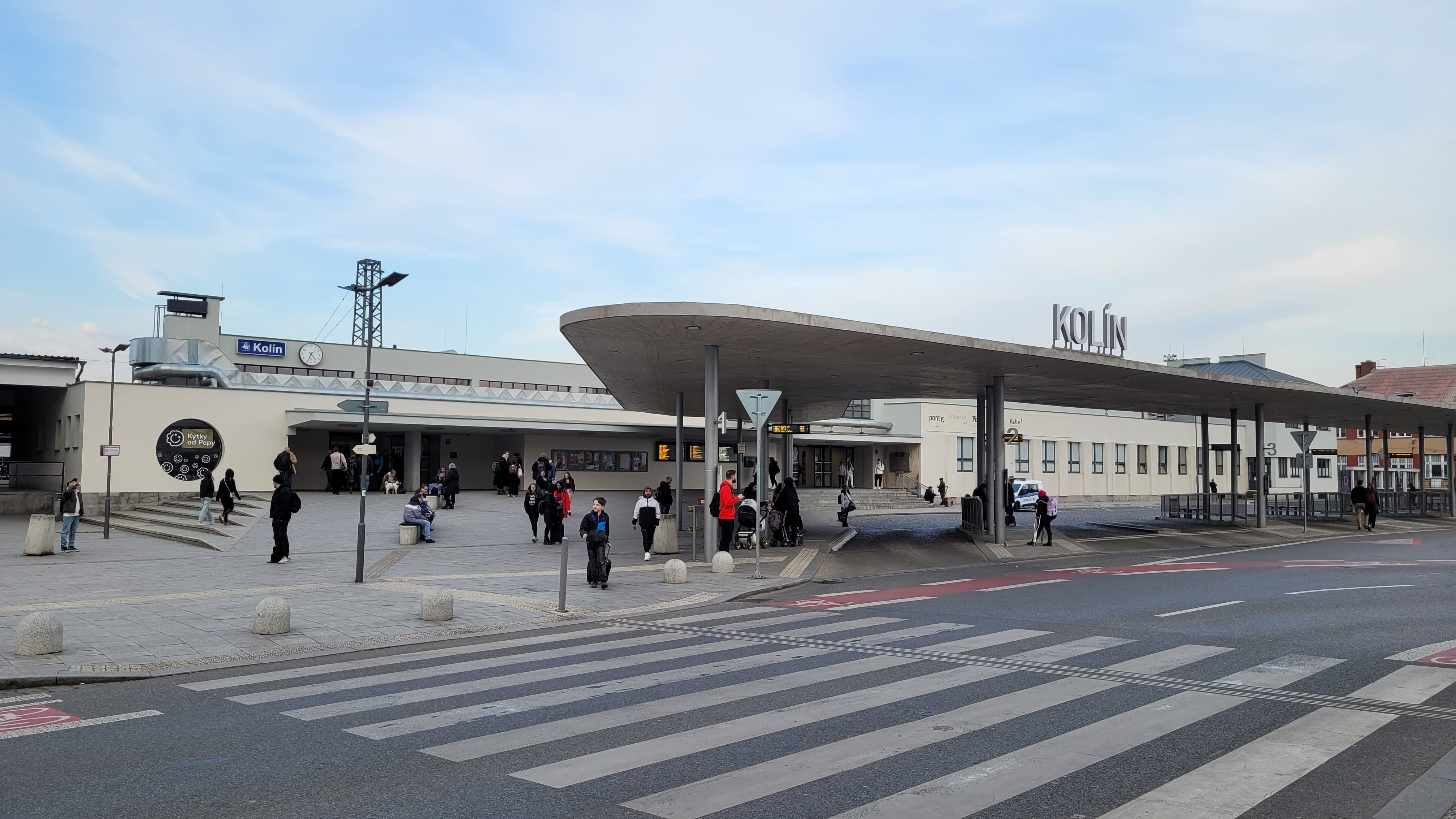
Kolín
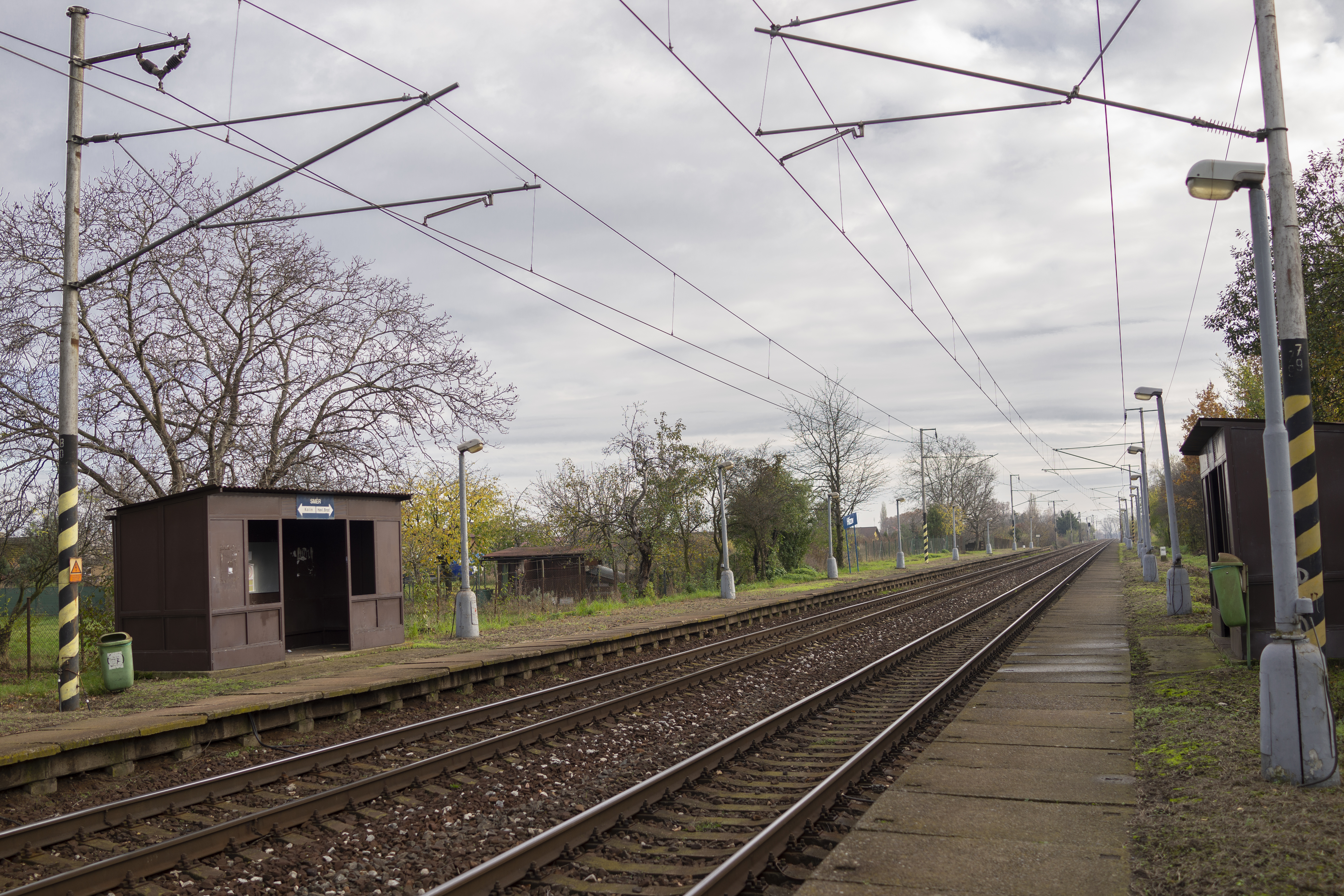
Hlízov
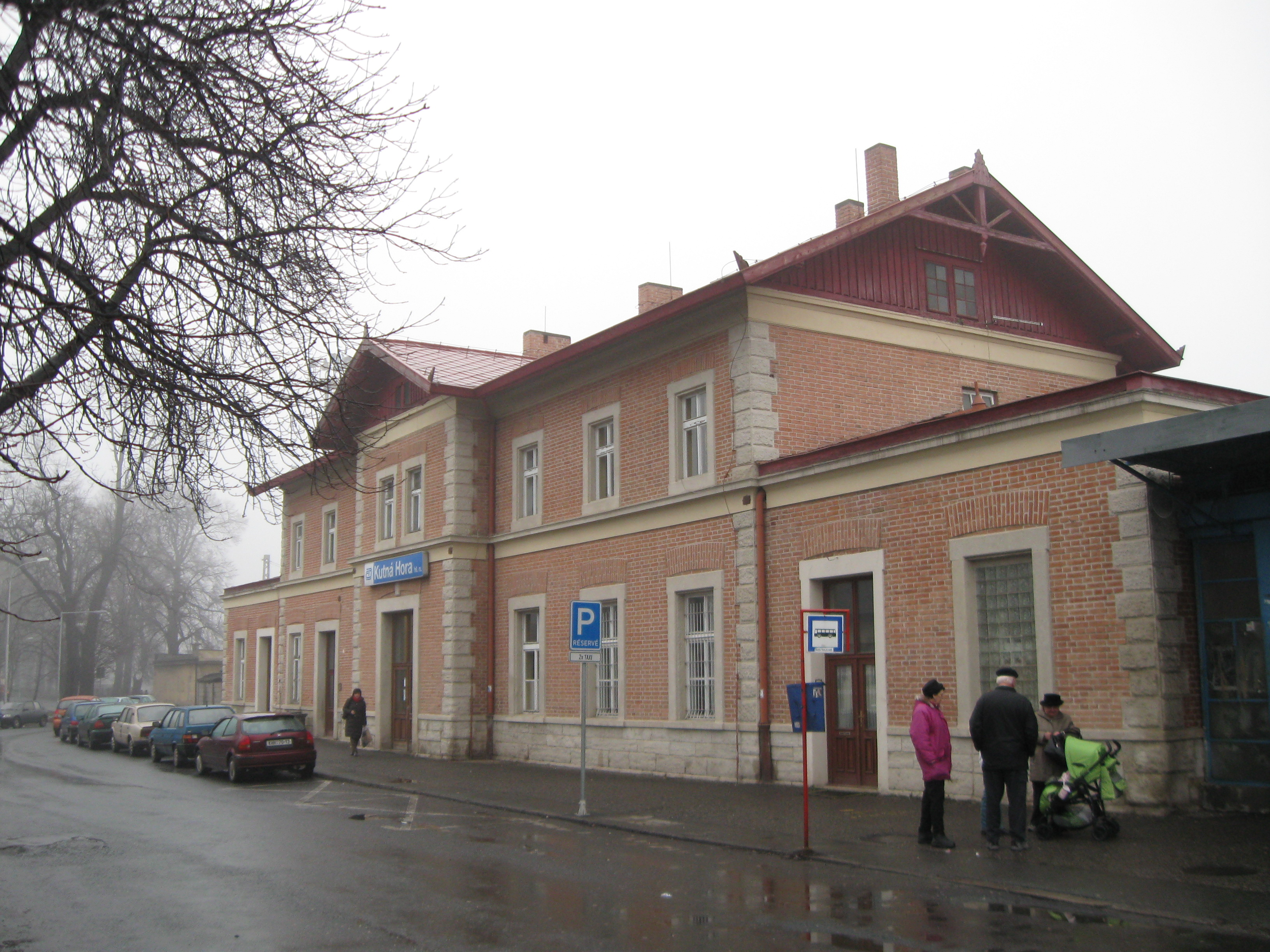
Kutná Hora hlavní nádraží
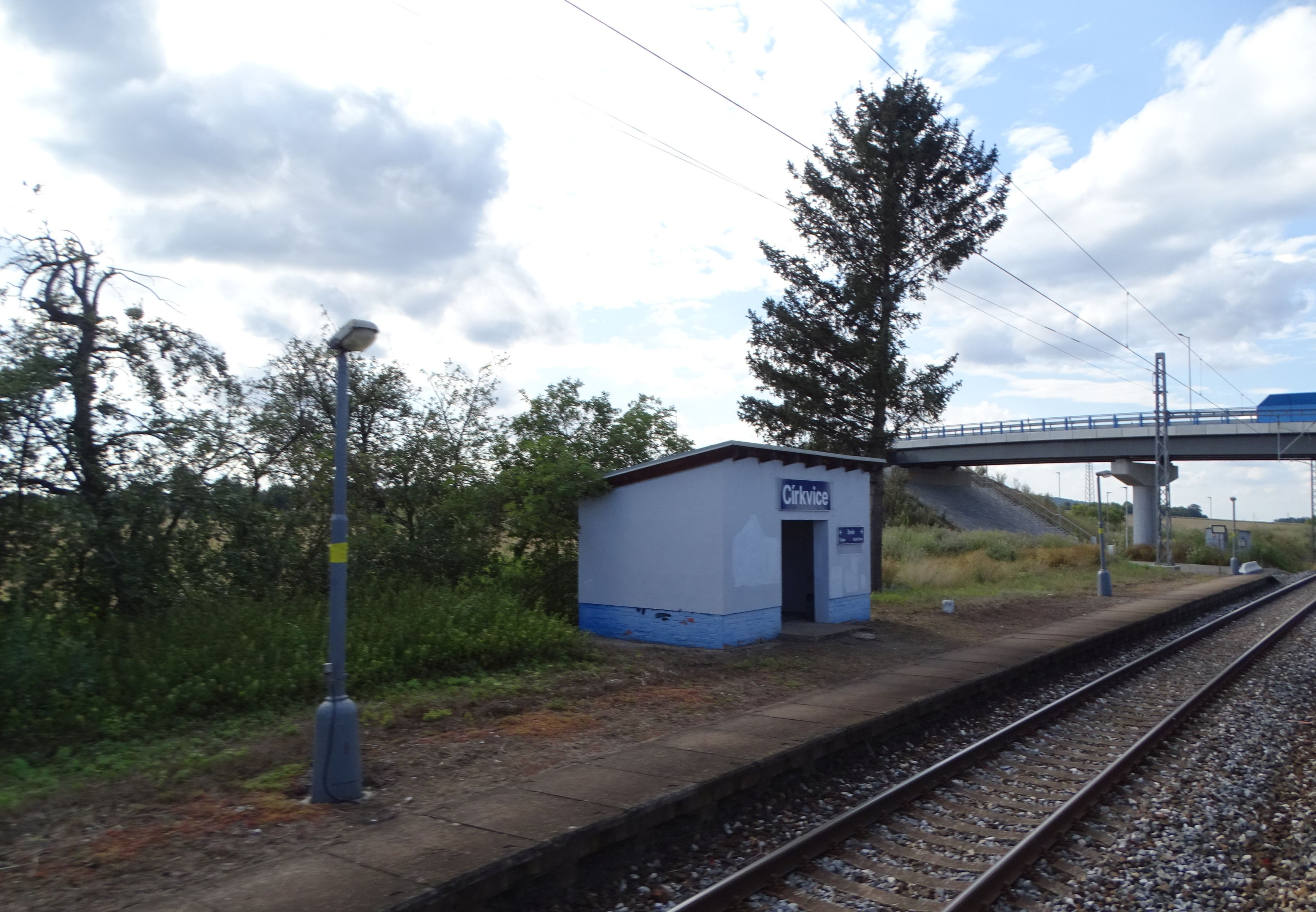
Církvice
Třebešice
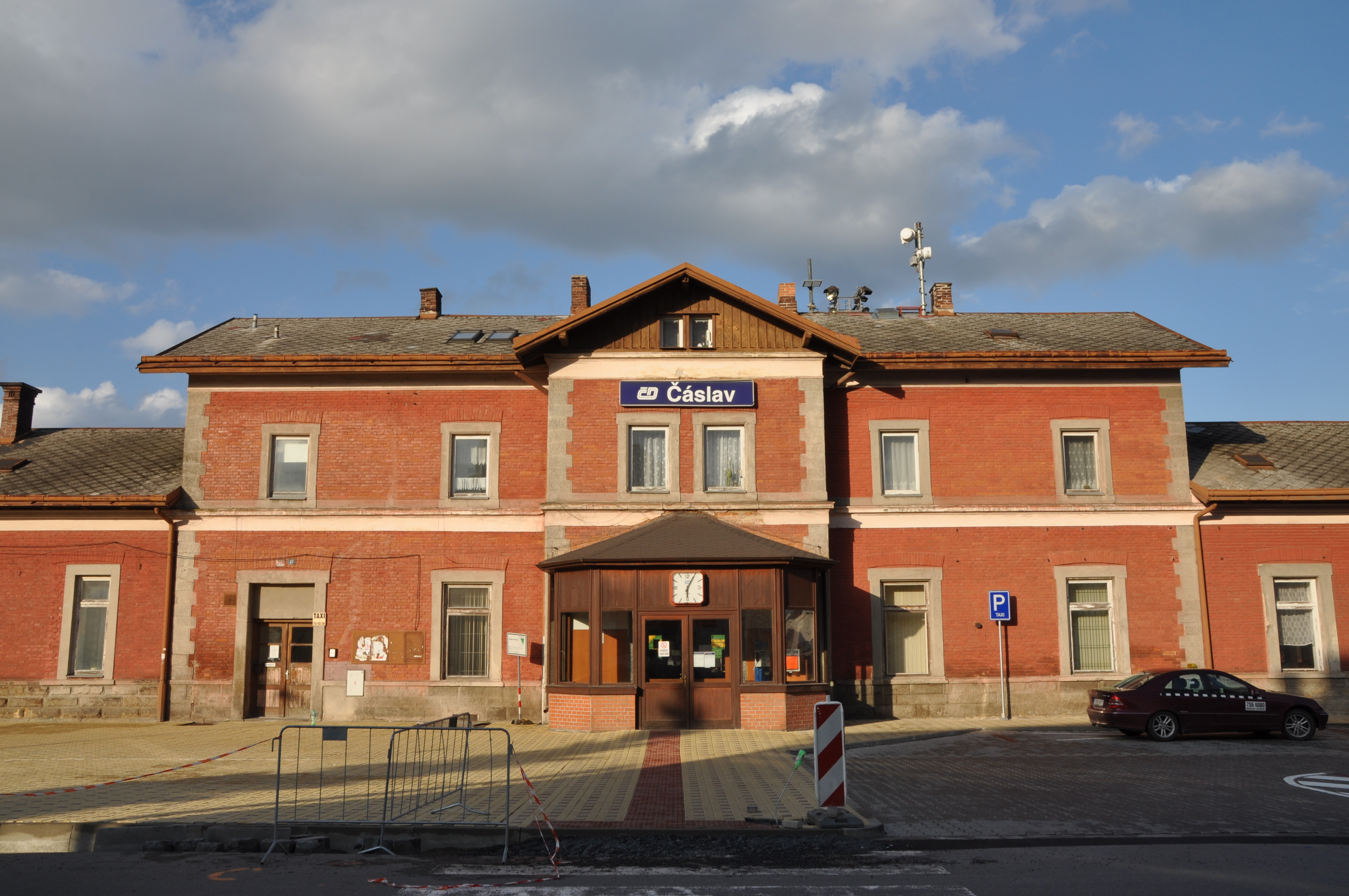
Čáslav
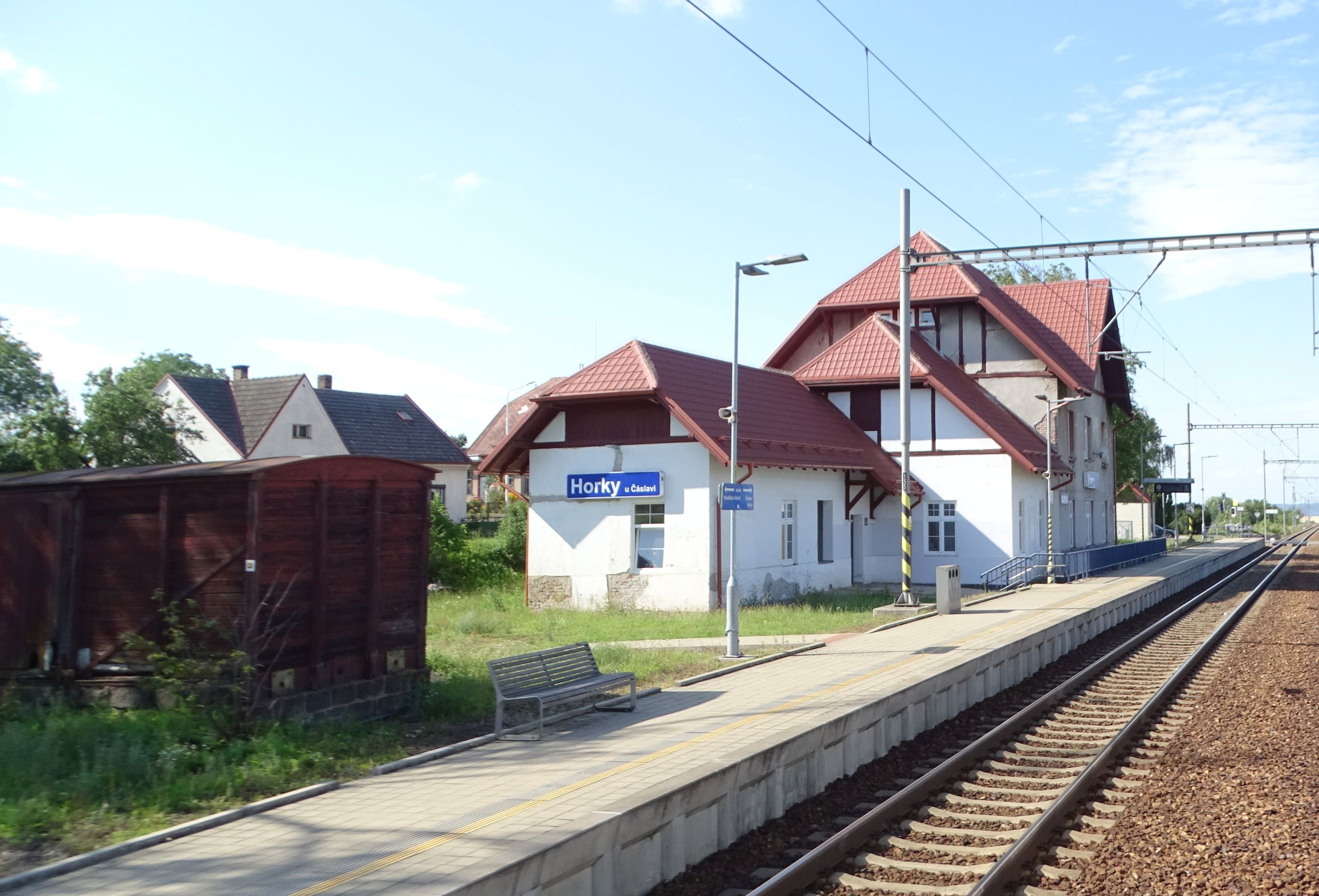
Horky u Čáslavi
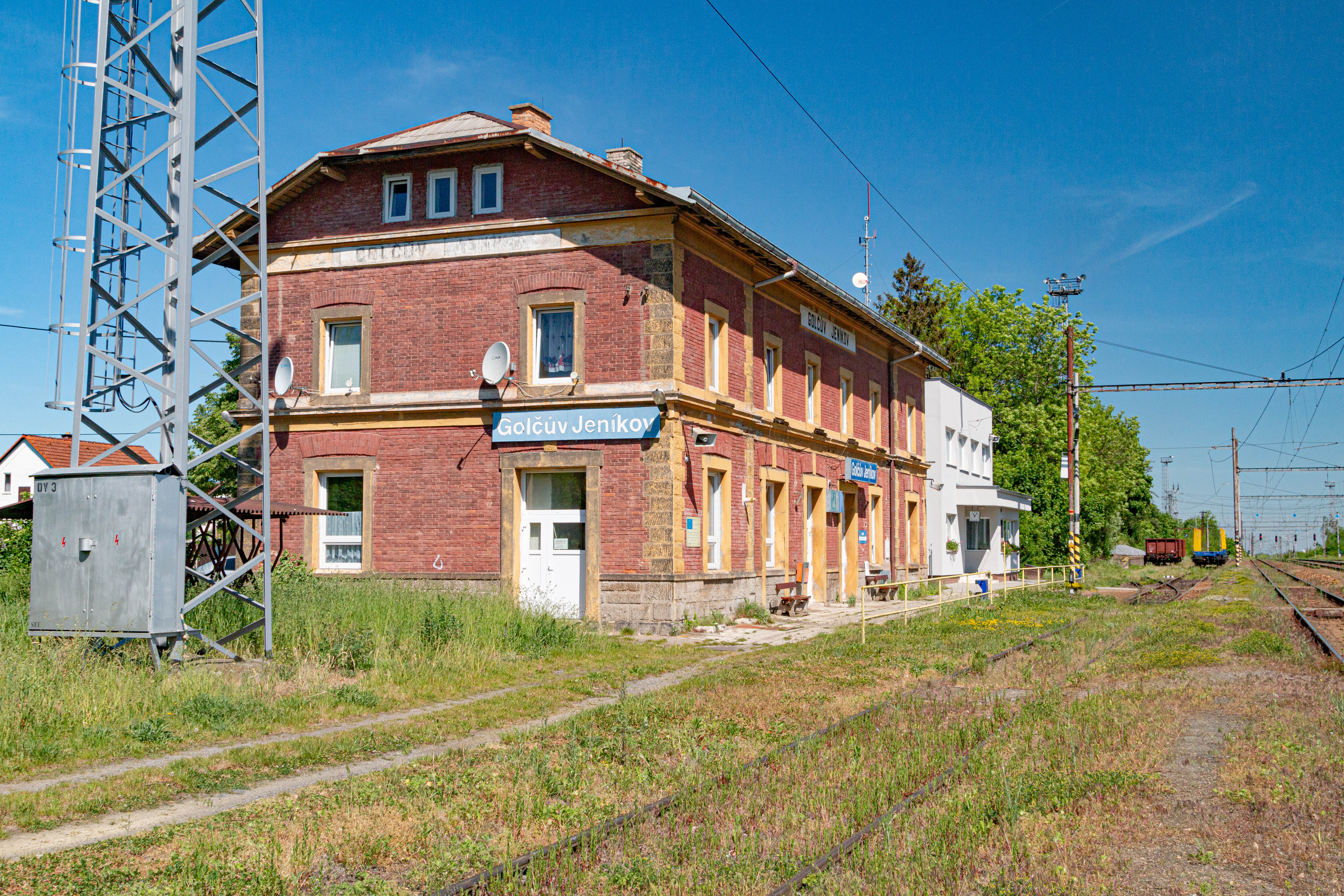
Golčův Jeníkov
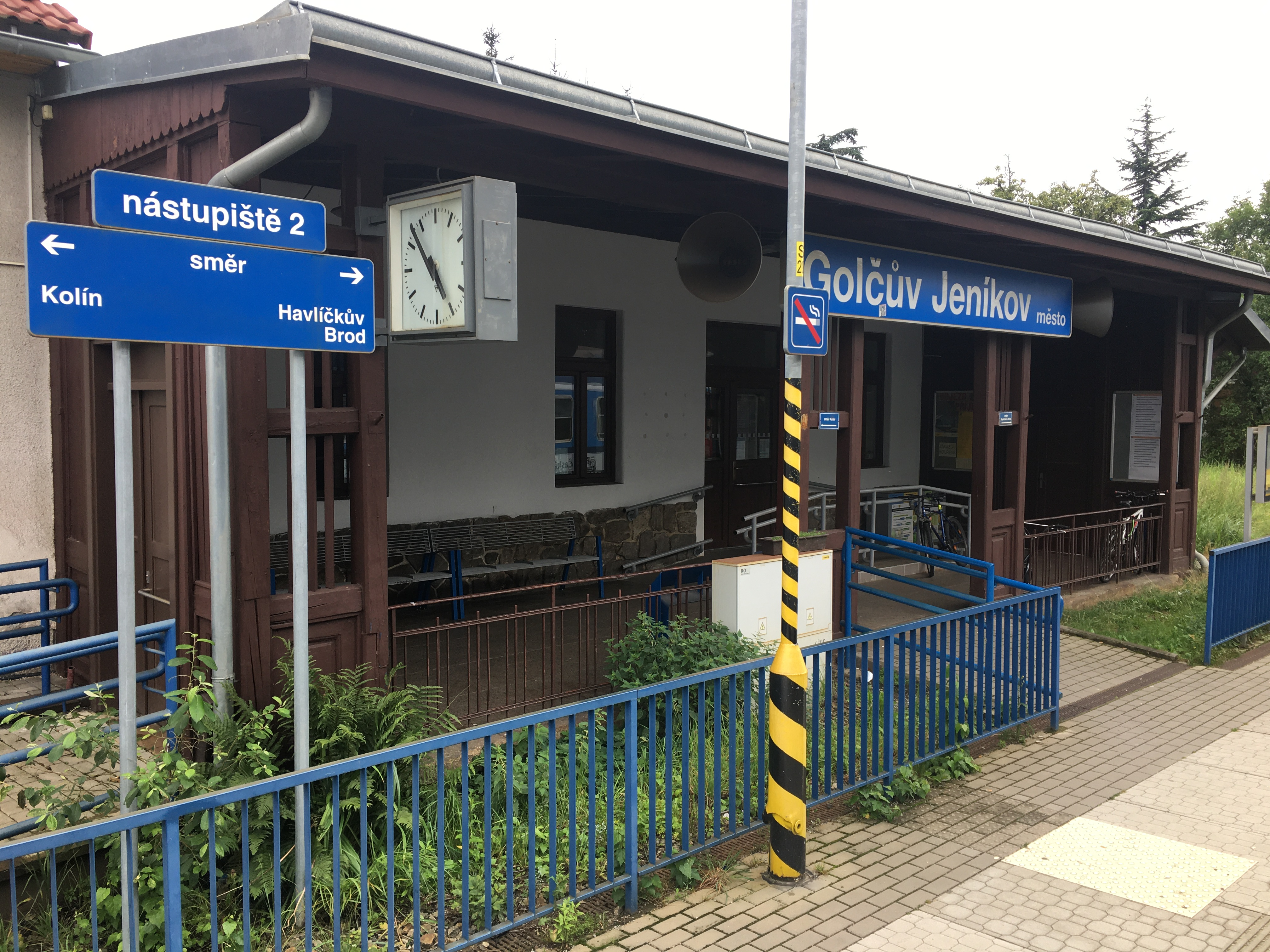
Golčův Jeníkov město
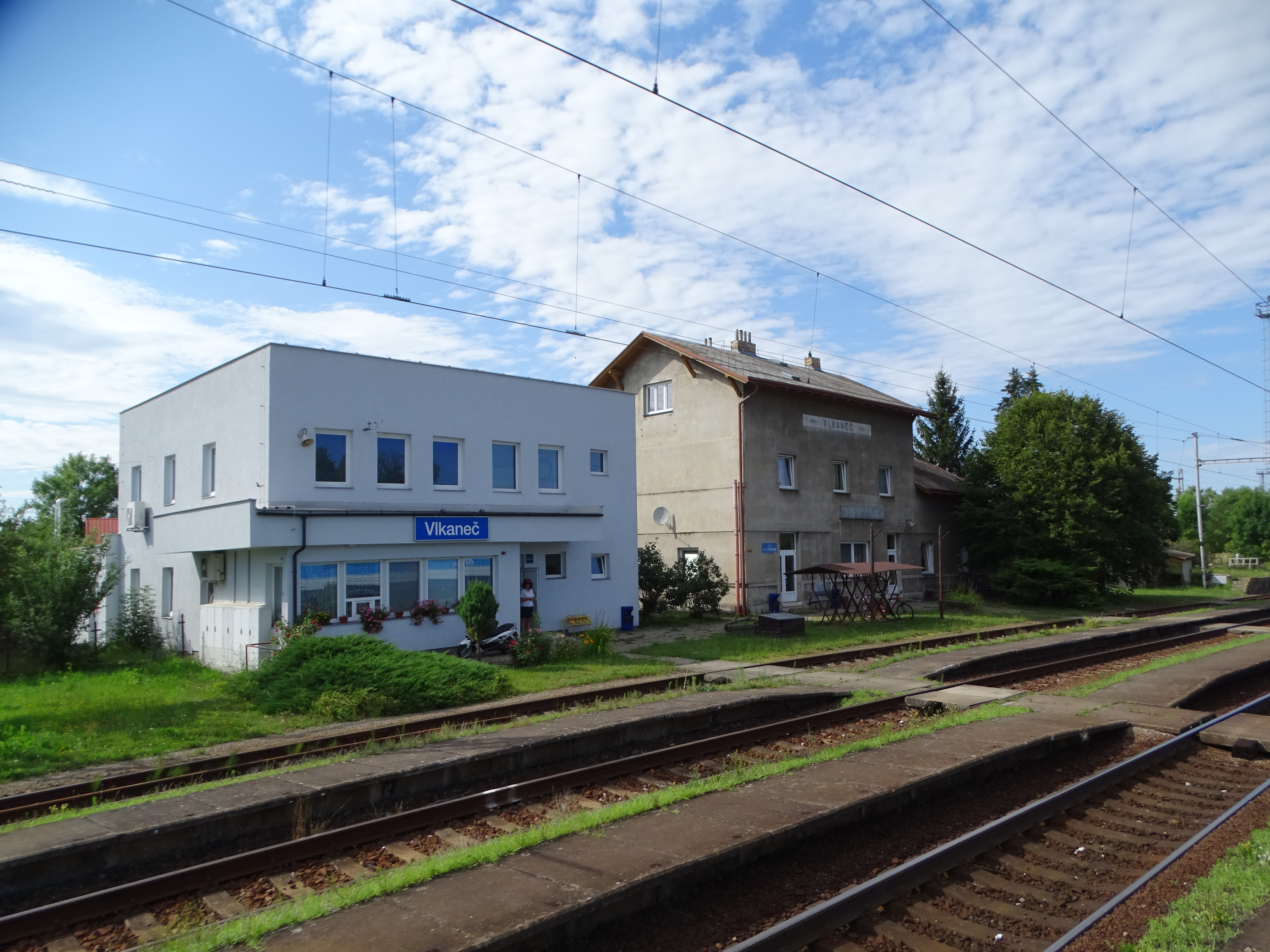
Vlkaneč
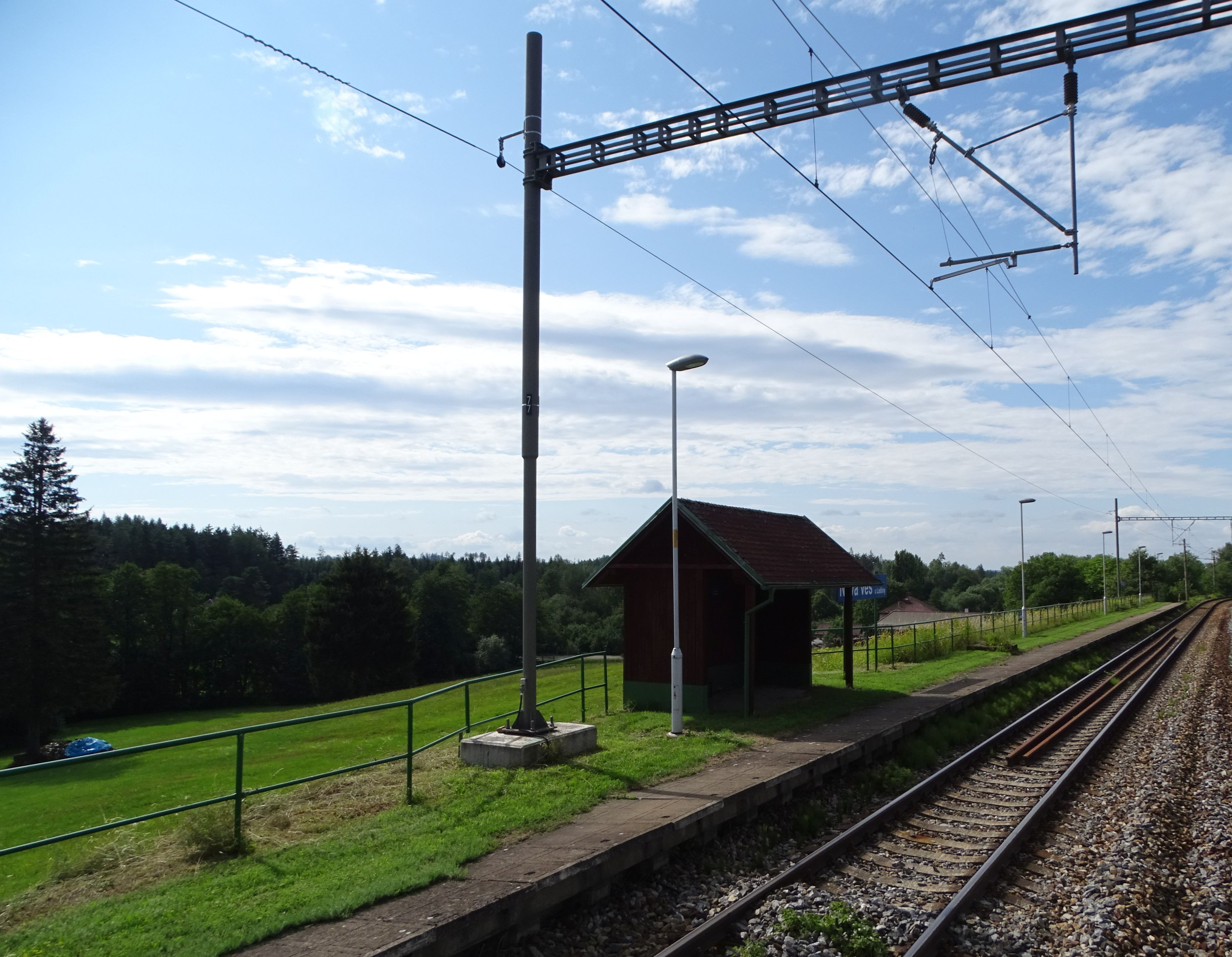
Nová Ves u Leštiny
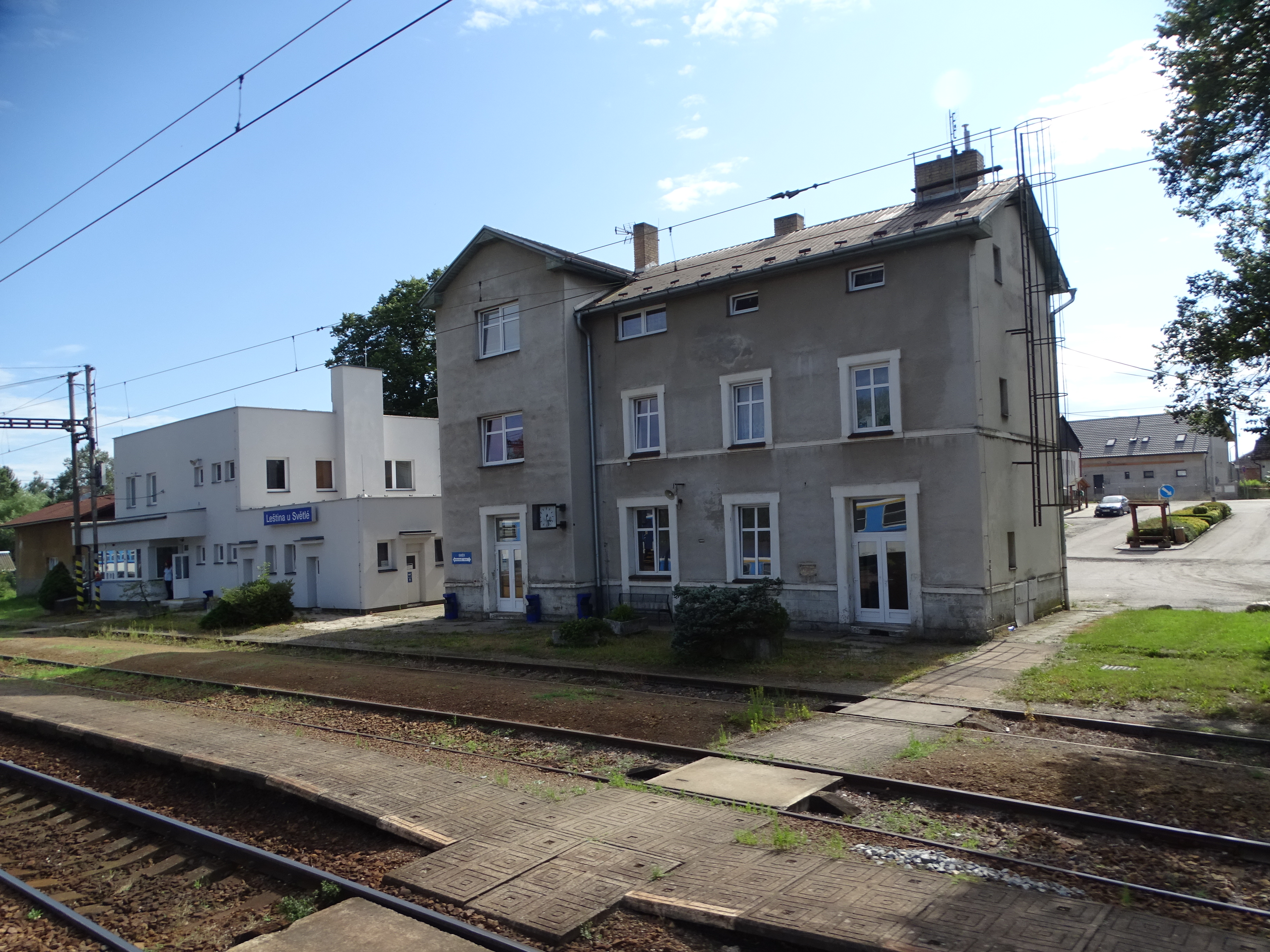
Leština u Světlé
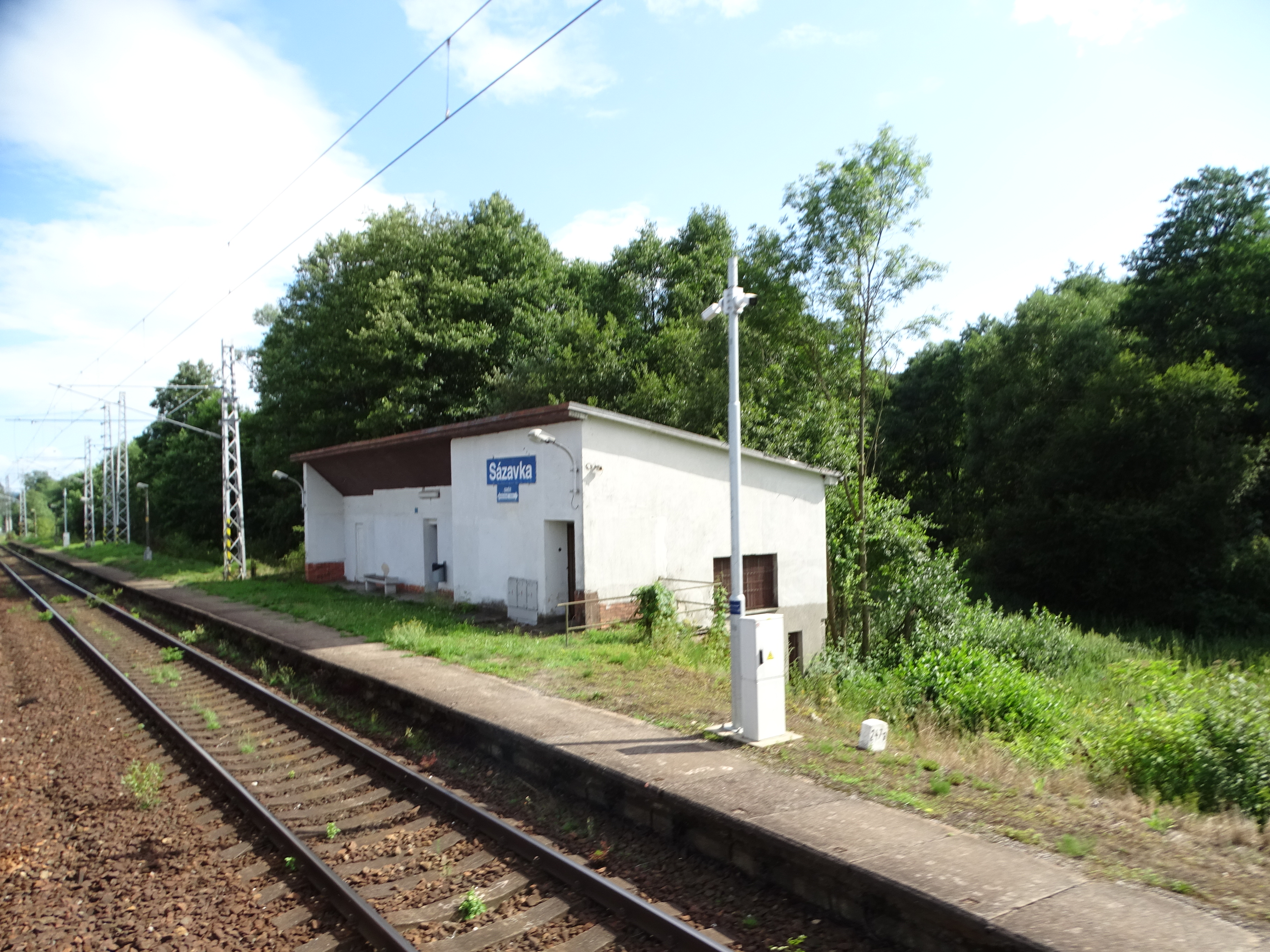
Sázavka
Světlá nad Sázavou-Josefodol
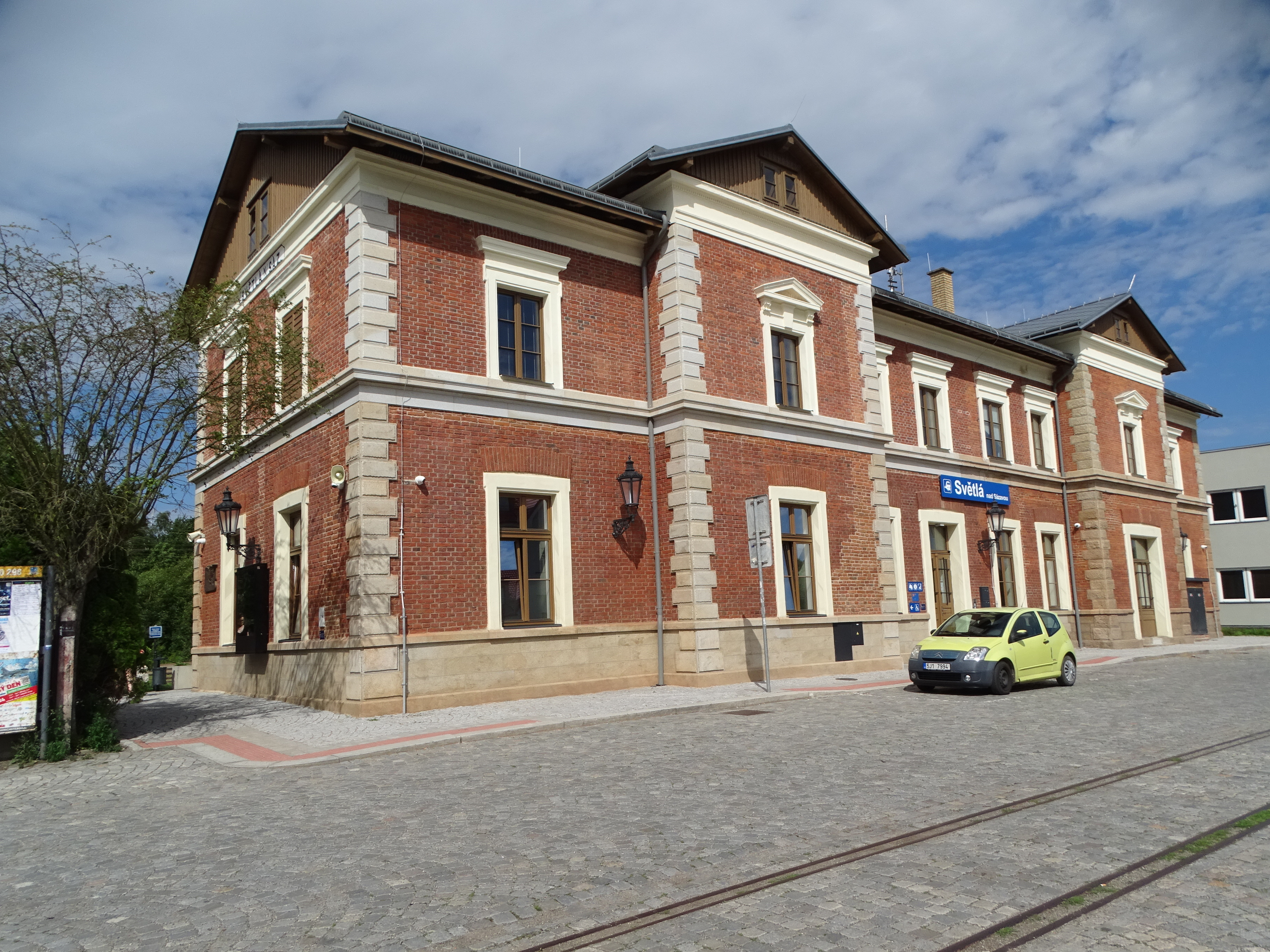
Světlá nad Sázavou
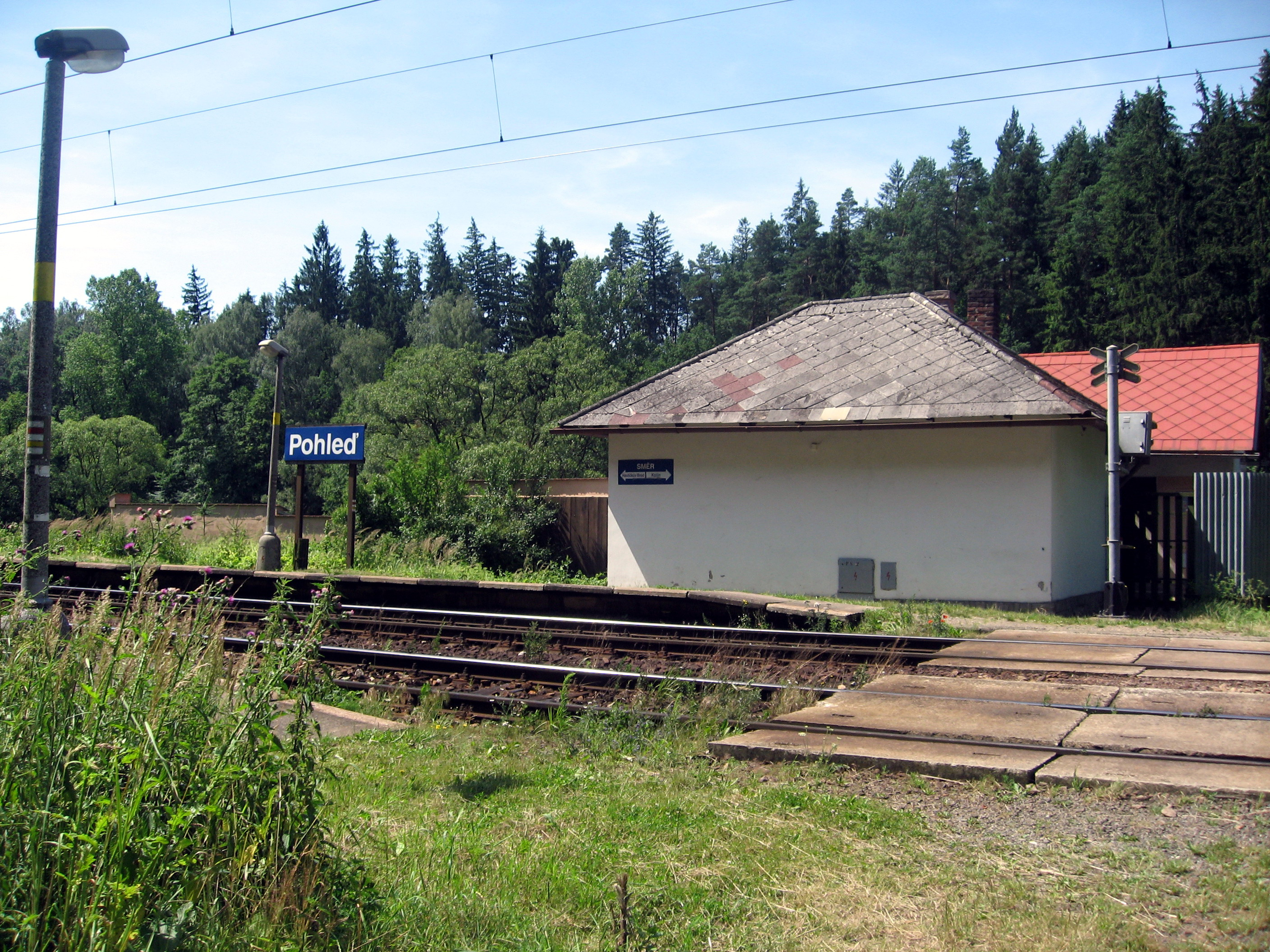
Pohleď
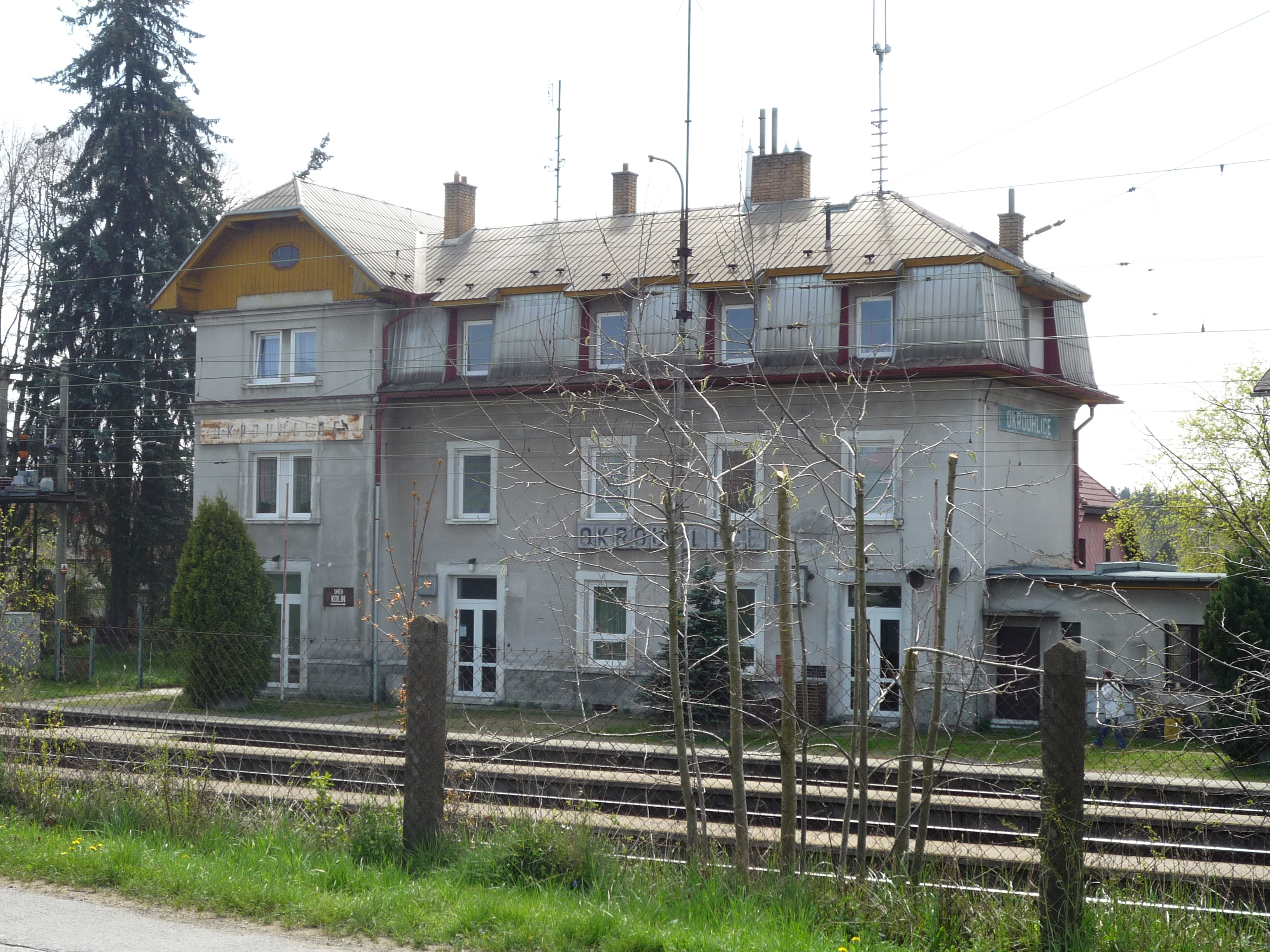
Okrouhlice
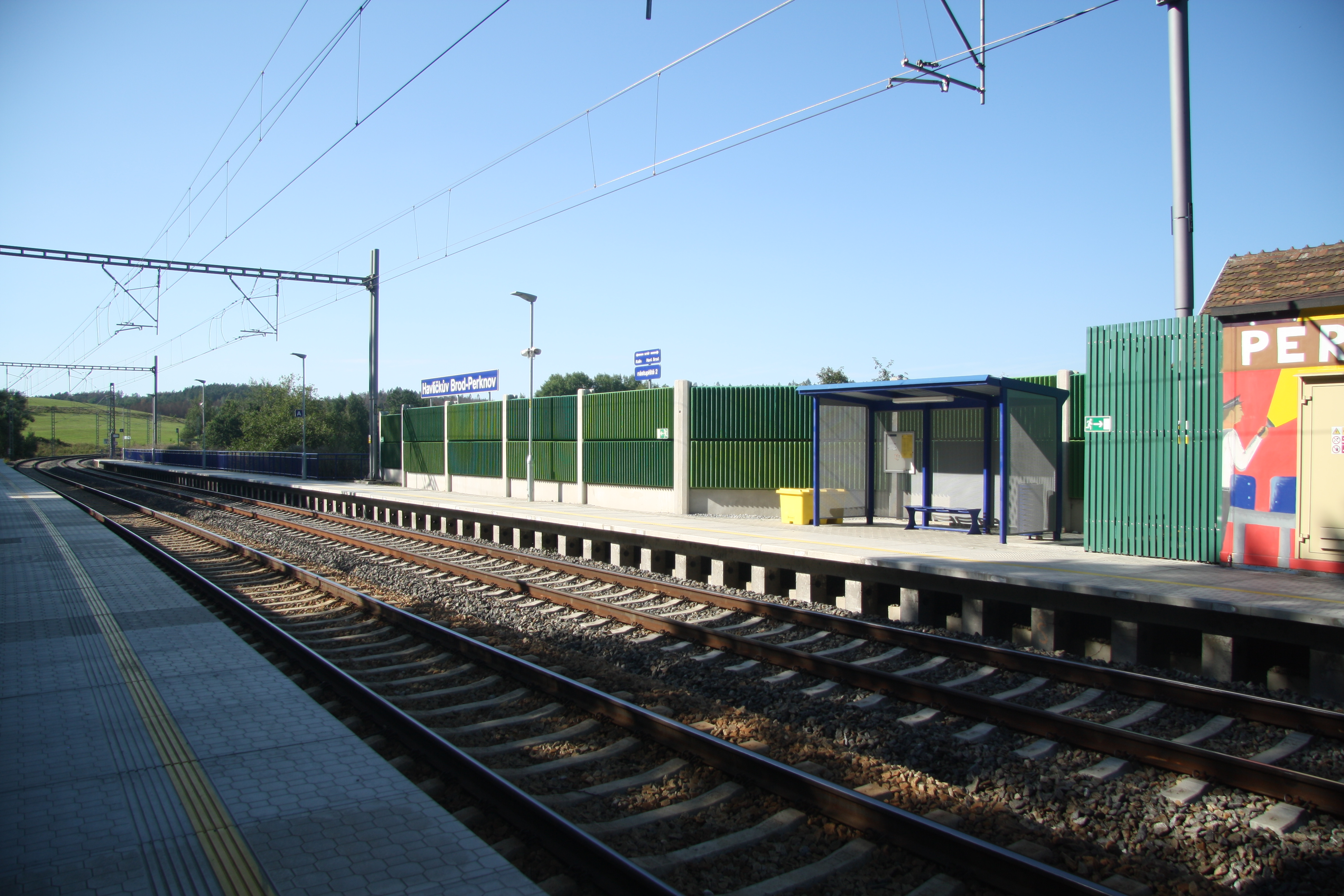
Havlíčkův Brod-Perknov
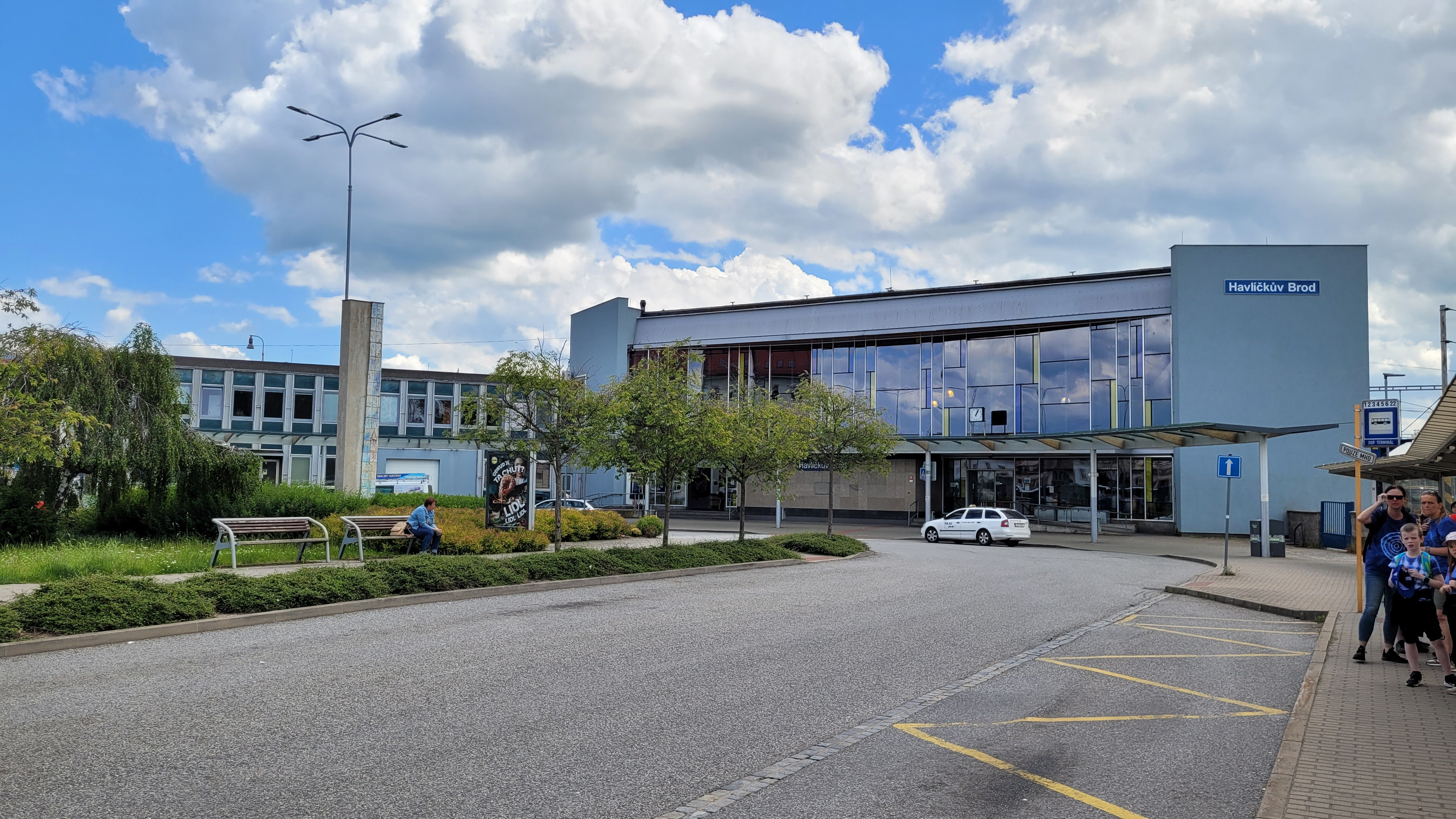
Havlíčkův Brod